# Eugène Rouher
Cet article possède un paronyme, voir Eugène Rouyer.
Eugène Rouher, né le 30 novembre 1814 à Riom, et mort le 3 février 1884 à Paris, est un homme de loi et un homme politique français. Il fut l'un des principaux personnages du Second Empire.
Sa position prééminente au sommet de l'État dans les années 1860, lorsqu'il occupa notamment les fonctions de ministre présidant le conseil d'État puis de ministre d'État de 1863 à 1869, lui valut d'être qualifié de « Vice-Empereur ». Il fut, entre la mort de Napoléon III (1873) et celle du prince Impérial (1879), le principal chef du parti bonapartiste.

## Biographie

### Du barreau de Riom à la scène politique
Fils de Pierre Rouher (1770-1817), avoué près le tribunal de première instance de Riom, petit-fils de Louis Rouher (1735-1812), notaire royal et bailli d'Artonne, Eugène Rouher est né à Riom, le 30 novembre 1814. Après avoir envisagé une carrière dans la marine, il suivit des études de droit à Paris et devint avocat au barreau de Riom (1836), où il eut Esquirou de Parieu pour collègue.
Il se fit bientôt connaître en plaidant certains procès politiques et devint en 1842 le gendre de l'un de ses collègues, Hippolyte Conchon, maire de Clermont-Ferrand.
Orléaniste conservateur, partisan d'une monarchie autoritaire, Rouher se présenta aux élections de 1846 en tant que candidat guizotin (il avait rencontré Guizot par l'entremise de Morny). Malgré son échec lors de ce dernier scrutin, il se représenta en 1848 et fut élu représentant à la Constituante sous une étiquette d'« indépendant » entretenant volontairement un certain flou sur ses sentiments à l'égard de la Deuxième République qui venait d'être proclamée.

### Sous la Seconde République

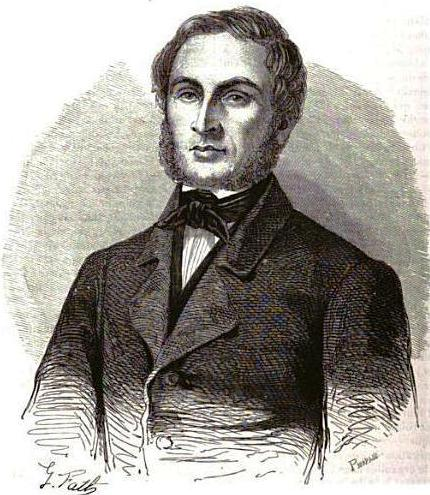
Rouher, vers 1850.

En effet, bien qu'il ait publiquement qualifié ce dernier régime d'« arche sainte des générations futures » et qu'il ait tenu - à l'instar d'autres « républicains du lendemain » - des propos plutôt progressistes durant la campagne électorale, il devait bientôt manifester ses idées conservatrices en siégeant à droite, en votant contre le droit au travail et en préparant la loi qui organisait la déportation des insurgés des journées de Juin. Il rejoignit d'ailleurs le parti de l'Ordre en 1849 et, quelques mois plus tard, s'adressant aux représentants de la Gauche, il déclara : « Votre révolution de février n'a été qu'une catastrophe ! ».
Réélu à l'Assemblée législative (mai 1849), son opportun ralliement à Louis-Napoléon Bonaparte lui rapporta le portefeuille de la Justice dans le Gouvernement Hautpoul, ce « ministère des Commis » formé le 31 octobre 1849. Le 12 novembre 1849, il présente à l'Assemblée un projet de loi sur la déportation politique, qui, en accord avec l'article 5 de la Constitution de 1848 ayant abrogé la peine de mort pour les délits politiques, substitue à celle-ci la peine de déportation.
Rouher, qui soutint la loi du 31 mai 1850 restreignant le suffrage universel, conserva ce poste de garde des sceaux au sein du gouvernement nommé le 10 janvier 1851 mais qui prit fin dès le 24 du même mois.
À nouveau membre du ministère formé le 11 avril 1851 (cabinet Baroche-Fould), il fit partie du petit cercle de fidèles informés dès le mois d'août du projet de coup d'État. Le même mois, il assure l'intérim de Crouseilhes en tant que ministre de l'Instruction publique et des Cultes.
Malgré son refus de participer directement au 2 décembre, il accepta de reprendre le portefeuille de la Justice dans le ministère formé dès le lendemain du coup d'État.

### Un pilier de l'Empire autoritaire

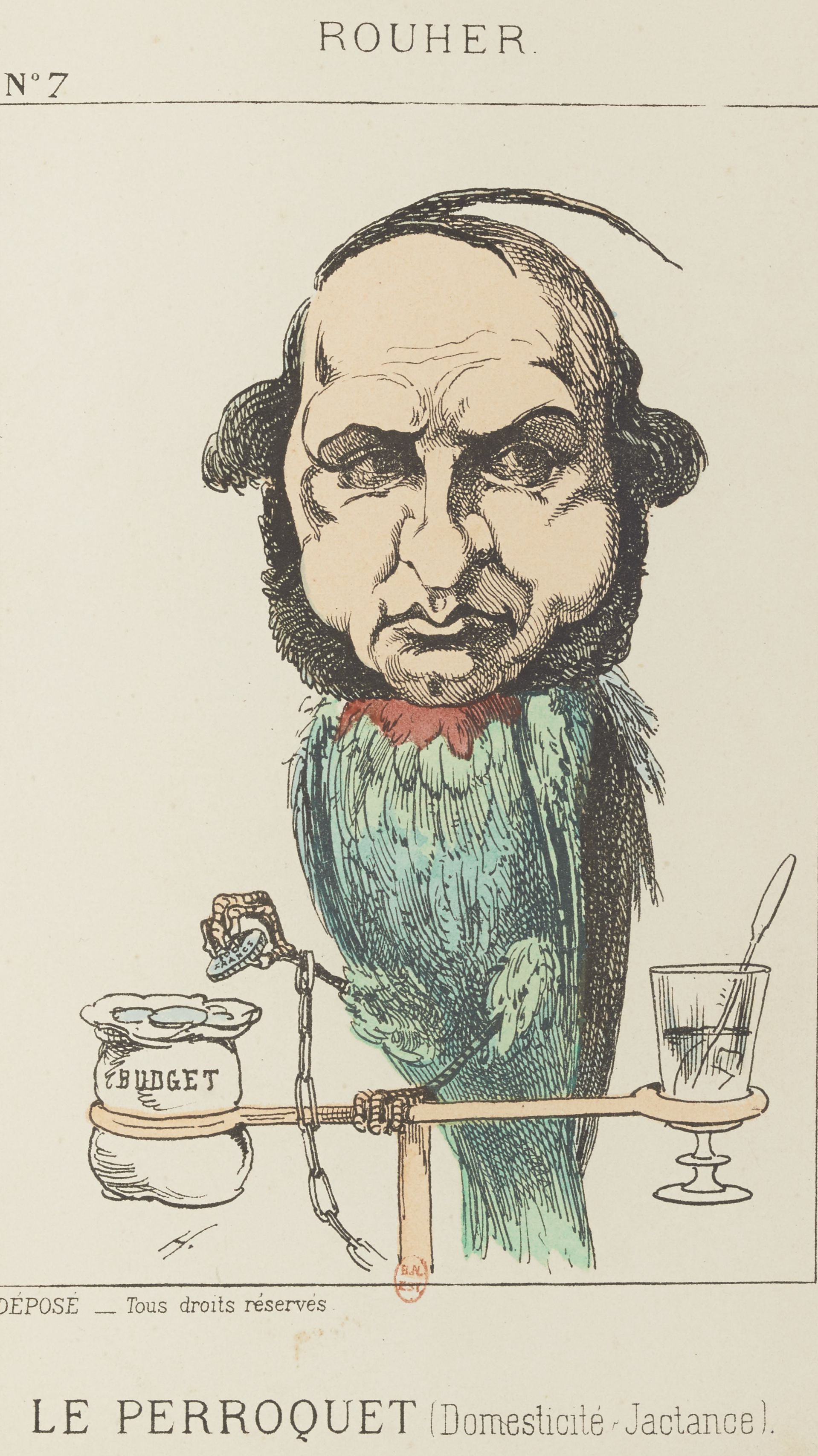
Caricature par Paul Hadol (1870).

Principal artisan, avec Troplong, de la Constitution du 14 janvier 1852, et instigateur, avec Persigny, du décret relatif au régime de la presse instituant un système de censure rigoureux, Eugène Rouher contribua efficacement à l'établissement de l'Empire autoritaire.

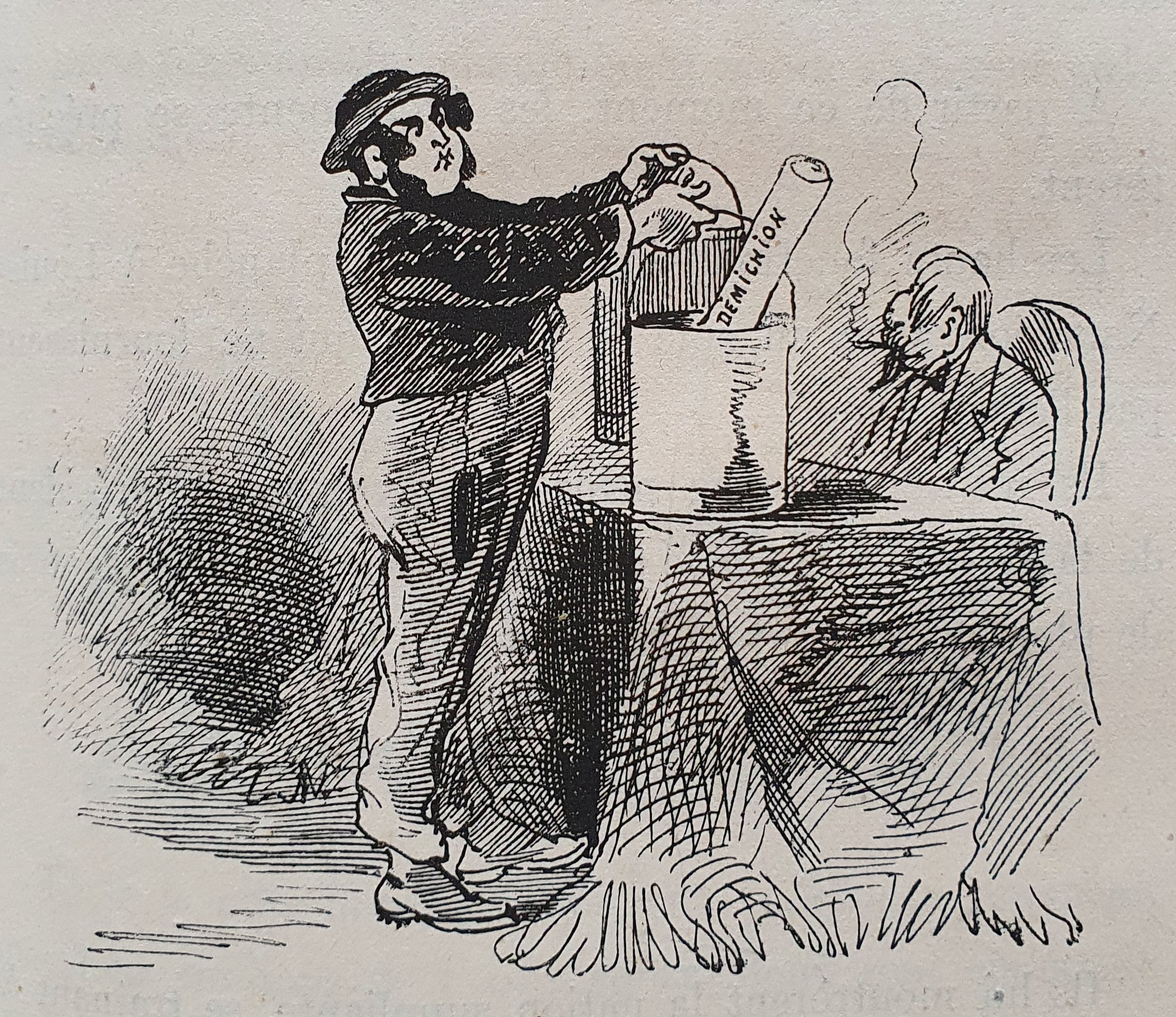
Caricature de la démission d'Eugène Rouher à la suite de l'affaire des biens de la famille d'Orléans dans lHistoire tintamarresque de Napoléon III, Touchatout, 1877.

Bien qu'il ait démissionné en même temps que Fould, Magne et Morny pour protester contre la spoliation des princes de la maison d'Orléans (23 janvier 1852), il fut nommé vice-président du Conseil d'État au mois de décembre suivant.
Napoléon III ne pouvait en effet se passer des services de ce technocrate habile et dévoué. Nommé à la tête d'un grand ministère de l'Agriculture, du Commerce et des Travaux publics (1855 - 1863), il contribua à la mise en place du réseau ferroviaire et, en tant que partisan du libre-échange, il joua un rôle de premier plan dans la négociation du traité de commerce avec l'Angleterre (23 janvier 1860).
Entré au Sénat en 1856, il fut nommé président du Conseil d'État en juin 1863 puis ministre d'État en octobre de la même année. Cette dernière fonction faisant de lui le représentant officiel de Napoléon III auprès du Sénat et du corps législatif, Rouher put alors être qualifié – selon une expression d'Émile Ollivier – de « Vice-Empereur ». Cette place prédominante au sommet de l'État s'explique autant par la fidélité sans borne de cet homme de loi froid et méthodique que par la relative faiblesse d'un souverain amoindri par de graves problèmes de santé.
La libéralisation du régime menée à la fin des années 1860 mit cependant fin à la position prééminente de Rouher, le conservatisme autoritaire de ce dernier ayant été inconciliable avec les réformes conduites à cette époque. Il fut ainsi démis de ses fonctions en juillet 1869 mais obtint toutefois la présidence du Sénat.
Si Rouher avait de nombreuses fois prouvé son habileté en matière de politique intérieure, il fut nettement moins avisé en conseillant l'empereur sur sa politique extérieure : partisan de l'expédition mexicaine qu'il considérait comme la « plus grande pensée du règne » et favorable à un rapprochement avec le régime sudiste pendant la guerre de Sécession, il ne put empêcher ni la montée en puissance de la Prusse, ni l'écrasement par cette dernière d'une France isolée et mal préparée, ni la chute du régime entraînée par ce désastre (1870).
Le 5 juillet 1866, tout le monde est réuni au château de Saint-Cloud pour décider de la conduite à tenir face à la Prusse dans la guerre face à l'Autriche. Dans un premier temps, Napoléon III accepte la proposition de Édouard Drouyn de Lhuys, ministre des affaires étrangères, d'être ferme vis-à-vis de Bismarck pour mieux négocier. Il va changer d'avis et suivre les conseils de Eugène Rouher d'être accommodant et faire alliance avec la Prusse. Bismarck saura profiter de l'affaiblissement de la France. Il faut dire que l'occasion était bonne pour Rouher d'évincer Drouyn de Lhuys.

### Sous la Troisième république

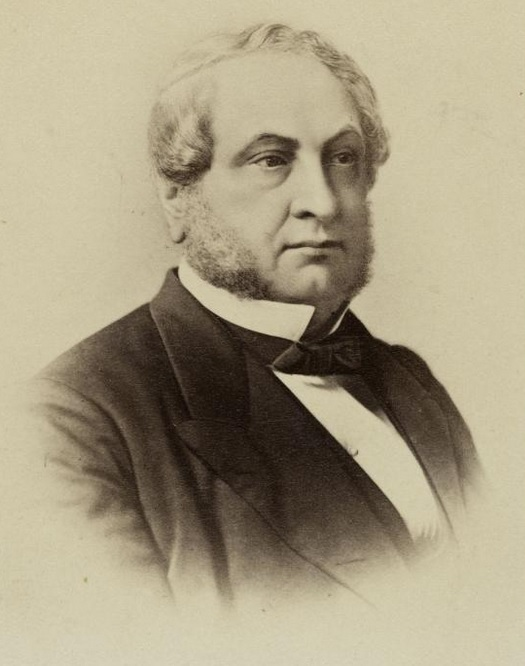
Eugène Rouher.

Resté fidèle à Napoléon III, Rouher lui rendit souvent visite dans son exil anglais pour le tenir informé des affaires de la France. Après avoir été battu dans deux circonscriptions lors des élections complémentaires de juillet 1871, il fut élu représentant de la Corse en février 1872 et rejoignit le groupe bonapartiste de l'Appel au peuple à l'Assemblée nationale.
Il réorganisa alors le parti bonapartiste avec l'aide de Jules Amigues et de Paul de Cassagnac et en prit la direction après la mort de Napoléon III (1873).
Opposant à la république, il vota contre l'amendement Wallon et les lois constitutionnelles (1875).
Malgré un certain retour en force attesté par des résultats plus qu'encourageants aux élections de 1876 et 1877, le parti bonapartiste souffrit de son tiraillement entre le conservatisme autoritaire de Rouher et le libéralisme démocrate de Napoléon Jérôme. La rivalité entre les deux hommes (et leurs conceptions respectives) culmina d'ailleurs lors de leur duel pour la circonscription d'Ajaccio (1876).
Réélu député de Riom en 1877, Rouher conserva son rôle d'apologiste de l'Empire jusqu'à la mort du prince Eugène (1879). Politiquement affaibli par cet événement (qui plaçait son rival, Napoléon Jérôme, à la tête d'un mouvement bonapartiste déjà condamné par l'irrésistible ascension des républicains), Eugène Rouher se retira alors progressivement de l'arène politique et ne se représenta pas aux élections législatives de 1881.
Foudroyé par une attaque en 1883, il mourut, le 3 février 1884, à son domicile parisien (37, rue de la Bienfaisance) et fut inhumé, en 1885, à Broût-Vernet (Allier), dans un mausolée néoclassique bâti en pierre de Volvic par l'architecte Coulomb.

## Décorations
- Grand-croix de la Légion d'honneur en 1860
- Grand-croix de l’ordre des Saints Maurice et Lazare en 1863[7]

## Synthèse des fonctions ministérielles
| Début           | Fin              | Fonction                                                      | Gouvernement                              |
| --------------- | ---------------- | ------------------------------------------------------------- | ----------------------------------------- |
| 31 octobre 1849 | 24 janvier 1851  | Ministre de la Justice                                        | Gouvernement Hautpoul                     |
| 10 avril 1851   | 26 octobre 1851  | Ministre de la Justice                                        | Ministère Léon Faucher                    |
| 3 décembre 1851 | 22 janvier 1852  | Ministre de la Justice                                        | Gouvernement Louis-Napoléon Bonaparte (1) |
| 3 février 1855  | 23 juin 1863     | Ministre de l'Agriculture, du Commerce et des Travaux publics | Gouvernement Louis-Napoléon Bonaparte (3) |
| 7 mars 1859     | 24 mars 1859     | Ministre de l'Algérie et des Colonies par intérim             | Gouvernement Louis-Napoléon Bonaparte (3) |
| 23 juin 1863    | 18 octobre 1863  | Ministre présidant le Conseil d'État                          | Gouvernement Louis-Napoléon Bonaparte (3) |
| 18 octobre 1863 | 17 juillet 1869  | Ministre d'État                                               | Gouvernement Louis-Napoléon Bonaparte (3) |
| 20 janvier 1867 | 13 novembre 1867 | Ministre des Finances                                         | Gouvernement Louis-Napoléon Bonaparte (3) |

## Jugement des contemporains
- Victor Hugo, en traitant Rouher de « catin » dans ses Châtiments (Nox, IV, vers 29), insistait sur l'opportunisme[3] du personnage.
- Émile Ollivier l'a décrit ainsi : « Rouher, de taille moyenne, robuste, la tête régulière, agréable, forte et claire, animée par des yeux éveillés, intelligents, d'une finesse qu'on avait parfois quelque peine à distinguer de la fausseté, montrait dans toute sa personne un air d'assurance et d'autorité, que ne gâtait aucune morgue et qu'adoucissaient des façons d'une captivante familiarité »[9].
- Horace de Viel-Castel a dit de lui : « M. Rouher peut parler finances ou travaux publics devant le Sénat ou le corps législatif, il ne sera ni emprunté, ni trop mal accueilli, mais son importance bouffe, sa pâteuse jactance auvergnate, et la portée très bornée de son intelligence politique le rendent peu propre aux fonctions de ministre d'État. C'est un parleur mais ce n'est pas un orateur. Il y a en lui de l'avoué et de l'avoué de province »[10].

### Rouher, modèle deSon Excellence Eugène Rougonde Zola
Dans Son Excellence Eugène Rougon, sixième volume de la suite romanesque des Rougon-Macquart, publié en 1876, Zola s'attache à pénétrer les coulisses politique du Second Empire. Eugène Rougon est député des Deux-Sèvres sous la Deuxième République, il contribue au coup d'État du 2 décembre 1851 de Louis Napoléon Bonaparte, puis entre au Sénat. Au début de Son Excellence Eugène Rougon, il est président du Conseil d'État, fonction occupée par Rouher en 1863. Le roman de Zola n'est pas une étude historique mais un « mélange adroit d'erreurs volontaires et de vérités qui compose un Rouher mi-fictif, mi-historique ».

### Caricatures de Daumier
Rouher fut à plusieurs reprises la cible du caricaturiste républicain Honoré Daumier.
- Une première caricature, datant de 1850, représente le ministre de la Justice à la tribune de l'Assemblée. Légende : « Rouher. Ministre auvergnat, célèbre pour sa profession de foi légèrement socialiste adressée aux électeurs en 1848. Depuis qu'il est ministre de la justice les opinions de ce représentant se sont beaucoup modifiées. Lorsque vous prononcez son nom, articulez distinctement l'R final, sans cela on pourrait comprendre Rouhé. »[12] 
Une autre caricature de la même année le représente en compagnie de son ancien collègue Félix Esquirou de Parieu, alors ministre de l'Instruction publique et des cultes, dansant tous deux la bourrée auvergnate au son du biniou. Légende : « Attachés par leur grandeur au rivage de la Seine, les ministres Parrieu et Rouher se consolent de ne pouvoir aller passer les vacances dans leurs montagnes en dansant à huis clos dans une des salles du ministère de la Justice, une bourrée de leur pays natal »[13].
- Après la chute de l'Empire, Daumier prit plaisir à tourner en dérision les vains efforts de Rouher en faveur de la cause bonapartiste.
En 1871, il le représente en train de regarder avec dépit un vautour empaillé coiffé du bicorne de Napoléon (caricature de l'aigle impériale). Légende : « La tristesse de Rouher. - J'ai eu beau l'empailler de mon mieux, impossible de faire croire qu'il est encore vivant »[14].
- D'autres caricatures tournent en ridicule son élection en tant que député bonapartiste de la Corse (1872).
Une première lithographie le représente coiffé d'un chapeau folklorique, se tenant au milieu d'une foule à laquelle il tend ses professions de foi. Légende : « Rouhero-Rouherini ou le monsieur que ses malheurs ont rendu Corse — Qui redemande du 2 décembre ? Qui veut un second Mexique ? Qui désire un autre Sedan ? Demandez ! faites-vous servir[15] !… »
Une autre lithographie le montre en caleçon, poussé dans le dos vers un bassin grouillant de monde intitulé « grenouillère parlementaire » (il s'agit de l'Assemblée). Légende : « Pauvre M. Rouher ! Une voix (à la cantonade) — Allons ! il faut sauter. LUI. — Mais je vais couler au fond ! »[16]
Le même mois, une nouvelle caricature le représente en grosse lessiveuse désemparée devant un énorme tas de linge sale sur lequel est écrit "Linge sale de l'Empire". Légende : « Je ne pourrai jamais laver tout ça »[17].

Son pays Henri Pourrat l'évoque ainsi : "la Descente de Croix d'une chapelle voisine (de l'église d'Aigueperse - 63) y a bien été sculptée puisqu'une de ses statuettes - on jurerait le portrait de M Rouher - offre certainement le portrait de quelque bourgeois du lieu (…) "La littérature, qu'est-ce que ça nous fait ?" disait à Sainte- Beuve M. Rouher, qui était d'ici même" (L'Auvergne - Les Limagnes, Arthaud, 1936, p. 43)